# سيلوفايسس

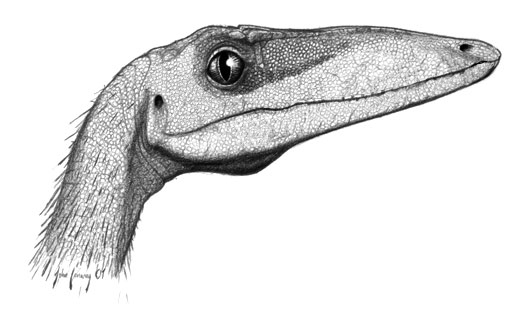
كويلوفيسس

السيلوفايسس (بالإنجليزية: Coelophysis)‏ هو ديناصور صغير سريع الجري من أكلة اللحوم عاش منذ حوالي 215 مليون سنة في منتصف العصر الترياسي. أحد أجداده كان ديناصور ضخم يسمى ديلوفوسورس.

## اقرأ أيضًا
- ديناصور
- تيرانوصور
- تربوصور
- كيراتوبسيا
- الديناصور المصري
- ديناصور ذو ريش
- أركيوبتركس
- ديبلودوكس
- أورنيثوديرا
- باراصورولوفوس